# Ikarus 242
Ikarus 242 — опытный автобус, выпущенный в 1969 году в единственном экземпляре. Поскольку двигатель был расположен сзади, автобус имел низкий уровень пола, нежели Ikarus 260. Однако серийно автобус не выпускался, поскольку экономическая политика 1960-х годов позволяла разработать только одну модель, несмотря на то, что 242 обладал возможностями разгона и торможения выше стандартов своего времени и завоевал золотую медаль на Лейпцигской ярмарке. Единственная модификация — 242.00, которая после тестовых пробегов перешла в собственность профучилища.

## Описание
Сцепление CSEPEL 082.10 однодисковое, приводится в движение с помощью ножной педали. В зависимости от назначения, автобус оснащался четырёхступенчатой автоматической трансмиссией HFGY ASH 048.11, пятиступенчатой механической трансмиссией HFGY ASH-70 или же двухступенчатой автоматической трансмиссией Praga 2M-70. Карданный вал автобуса — 8C-01 с игольчатой роликовой станиной системы Hardy-Spicer или TGL-42.00-65 типа GEWES.
Передняя ось автобуса — EV-3000005/A3 с нагрузкой 6 тонн, а задняя ось — MVG 018.12 с нагрузкой 10 тонн. Тормозная система Knorr-Bremse состояла из двухконтурного рабочего компрессорно-пневматического тормоза, пружинного стояночного тормоза и выхлопной системы. Воздух, необходимый для его работы, подавался воздушным компрессором типа ТК-200 (по заказу автобус также мог быть оснащён автоматической регулировкой тормозного усилия).
Гидравлический рулевой механизм CSEPEL 069.03 с шариковой резьбой установлен под педальным отсеком параллельно продольной оси автобуса. Рулевой механизм и подшипниковая рулевая колонка соединялись рулевой картой. Энергия, необходимая для работы рулевого управления, обеспечивалась гидравлическим насосом, позаимствованным у двигателя ЗИЛ-130.
Подвеска автобуса с пневматическими рессорами. Валы направлялись шаровыми шарнирными стержнями с резиновым слоем. Передняя и задняя стойки имели телескопические амортизаторы.
Удельный расход топлива составлял 227 г/кВт·ч, максимальная скорость — 81 км/ч, угол преодоления подъёма — 22%, а коэффициент мощности — 9 кВт/т.
Каркас кузова автобуса состоял из решётчатой самонесущей конструкции, в основном, из сварных трубных профилей с замкнутым прямоугольным сечением. Вся конструкция рамы была покрыта антикоррозийным покрытием. Потолок и стены оборудованы шумоизоляцией, а моторный отсек был изолирован от тепла и шума. Внутренняя обшивка автобуса была ламинатной, полированной древесноволокнистой плитой. Полы, дорожки и боковые стороны лестниц и колёсных арок были покрыты пластиком. Экстерьер был окрашен, согласно цветовой спецификации, высокоглянцевой горелой краской. Формула дверей — 4—4—2 или 4—4—0 (в зависимости от городского или пригородного исполнения).
Сиденья автобуса стальные, покрыты кожаной обивкой. Вентиляция осуществлялась с помощью трёх больших вентиляционных отверстий на крыше и сдвижных боковых окон. Рама окон резиновая. Отопление салона осуществлялось тепловентилятором с подогревом горячей воды, подключённым к системе водяного охлаждения двигателя. Для более интенсивного обогрева при необходимости можно было установить самостоятельно установленный обогреватель. Для стоячих пассажиров имелись горизонтальный поручень на потолке и небольшое количество вертикальных поручней. Для водителя светофильтрующий (глухой) тент и внутреннее зеркало заднего вида, установленное на профиле разделителя ветрового стекла, обеспечивали безопасное вождение. Наружные светильники, сигнализаторы и призмы отвечали требованиям безопасности дорожного движения.
Напряжение сети составляло 24 В. В зависимости от заказа, автобус может иметь радиостанцию TR 681 с усилителем звука Mikivox 3, штативом или подключаемым микрофоном. Приборы изготавливались на заказ и, за исключением барометров, были электрическими. Приборы, переключатели и сигнальные лампы на приборной панели обеспечивали водителю комфортные обзор и управление.